# 普朗克能量
在物理學裏，普朗克能量是普朗克單位制的能量單位，標記為 {\displaystyle E_{p}\,\!} 。用方程式表達，普朗克能量是
{\displaystyle E_{p}={\sqrt {\frac {\hbar c^{5}}{G}}}\approx 1.956\times 10^{9}\,\!} 焦耳 {\displaystyle \approx 1.22\times 10^{19}\,\!} GeV {\displaystyle \approx 543.36\,\!} kWh ；
其中，{\displaystyle c\,\!} 是光速，{\displaystyle \hbar \,\!} 是約化普朗克常數，{\displaystyle G\,\!} 萬有引力常數。
一個等價的定義是：
{\displaystyle E_{p}={\frac {\hbar }{t_{P}}}\,\!} ；
其中， {\displaystyle \ t_{P}\,\!} 是普朗克時間。
1991 年觀察到的超能量宇宙射線的能量大約為 {\displaystyle 50\,\!} 焦耳。或 {\displaystyle 10^{-8}\times E_{p}\,\!} 。大多數的普朗克單位都是很小的數量。可是{\displaystyle E_{p}\,\!} 的確是一個相當大的數量，大約是一個閃電所需要的能量（其實這個數值在人類尺度中也可能會有，因為這數值約為540千瓦·小時，也就是我們通常所說的540度電，還不到一般住宅一個月的用電量）。
雖然如此，在粒子物理學裏，{\displaystyle E_{p}\,\!} 仍舊是一個很有用的物理量，特別是當我們需要包括重力效應的計算在內的時候。普朗克能量是偵測普朗克長度的尺寸所需的能量，可以說是在那區域內能容納的最大的能量。假若一個直徑為 1 普朗克長度的圓球，包含有 1 普朗克能量，則這圓球會變成一個小黑洞。
採用普朗克單位制，物理常數 {\displaystyle \hbar \,\!} ，{\displaystyle G\,\!} ，與{\displaystyle c\,\!} 的數值都會等於 1 。因此，質能方程式簡化為 {\displaystyle E=m\,\!} ；其中，{\displaystyle E\,\!} 是能量，{\displaystyle m\,\!} 是質量。這樣，普朗克能量與普朗克質量的數值相等。
在廣義相對論的方程式裏，{\displaystyle G\,\!} 時常會有因子 {\displaystyle 4\pi \,\!} 伴隨。所以，在粒子物理學與物理宇宙學裏，項目 {\displaystyle 4\pi G\,\!} 時常被歸一化為 1 。因而產生了常數約化普朗克能量，定義為
{\displaystyle {\sqrt {\frac {\hbar {}c^{5}}{4\pi G}}}\approx \,\!} {\displaystyle 5.52\times 10^{8}\,\!} 焦耳 {\displaystyle \approx 3.44\times 10^{18}\,\!} GeV {\displaystyle \approx 153.28\,\!} kWh。